# Čamakoko

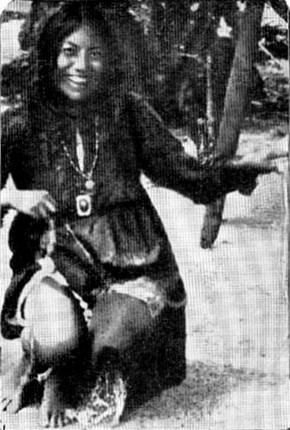
Žena z kmene Čamakoko připravuje vlákna ke tkaní

Čamakokové, španělsky Chamacoco, vlastním název Ishir, Iširo („Místní lidé“) je etnická skupina jihoamerických Indiánů, žijících v severní části oblasti Gran Chaco v Paraguayi a jihozápadní Brazílii. Čamakockým jazykem, který náleží do malé jazykové rodiny Zamuko, a je znám též pod vlastním označením Iširo, hovoří asi 1 800 indiánů.

## Popis

### Způsob života
Jsou obyvateli suchých savan a okrajů tropického pralesa na březích řeky Paraguay. Původně se živili hlavně lovem a sběrem, důležitý byl zvláště sběr jedlých lusků stromu algarrobá (Prosopis alba), které mají sladkou chuť a jsou velmi bohaté na cukry a škrob. Pod vlivem sousedních skupin Kaďuveo, Guaná a Guaraní si však postupně osvojili základy tropického zemědělství (pěstování manioku, tabáku, banánů aj.). Prosluli výrobou dřevěných předmětů (dýmky, zbraně) a péřových ozdob, s nimiž i obchodovali. Byli ohrožováni svými severními sousedy – Kaďuvey, kteří je s oblibou zajímali do otroctví. V současné době téměř asimilovali s dalšími indiánskými etniky (hlavně Guaraní) i s mestickou populací Paraguayců.

### Alberto Vojtěch Frič
Jejich život a kulturu jako první důkladněji popsal český etnograf, spisovatel, cestovatel a dobrodruh Alberto Vojtěch Frič v díle Indiáni Jižní Ameriky. V prvním desetiletí 20. století mezi nimi strávil delší dobu důkladným terénním výzkumem a jednoho z nich, známého Čerwuiše, přivezl roku 1908 do Prahy.
Frič rovněž pořídil mezi Čamakoky jednu z nejbohatších světových sbírek jejich řemeslných a uměleckých výrobků, jíž je možné obdivovat v expozici Náprstkova muzea v Praze.